# Zikisso
Zikisso  est une localité du sud de la Côte d'Ivoire, appartenant au département de Lakota et située dans la région du Lôh-Djiboua. La localité de Zikisso est un chef-lieu de commune. Elle est une sous-préfecture appartenant au au territoire de Zikisso. Les habitants de Zikisso s'appellent les Zikiyés et ils appartiennent au groupe ethnique Dida. 